# Sepiadarium kochi
Sepiadarium kochi är en bläckfiskart som beskrevs av Japetus Steenstrup 1881. Sepiadarium kochi ingår i släktet Sepiadarium och familjen Sepiadariidae. IUCN kategoriserar arten globalt som livskraftig. Inga underarter finns listade i Catalogue of Life.